# Alojz Kuralt
‎
Alojz Kuralt, slovenski veteran vojne za Slovenijo, * ?.
Med slovensko osamosvojitveno vojno je bil poveljnik milice na področju Ljutomerja.

## Odlikovanja in nagrade
Leta 1993 je prejel častni znak svobode Republike Slovenije z naslednjo utemeljitvijo: »za izjemne zasluge pri obrambi svobode in uveljavljanju suverenosti Republike Slovenije«.